# キツネどんのおはなし
『キツネどんのおはなし』（The Tale of Mr. Tod;1912）は、ビアトリクス・ポター作の絵本である。『ピーター・ラビット』シリーズの一編。

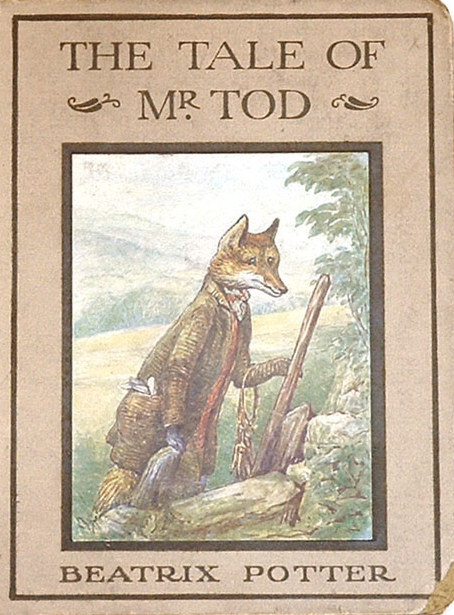

## あらすじ

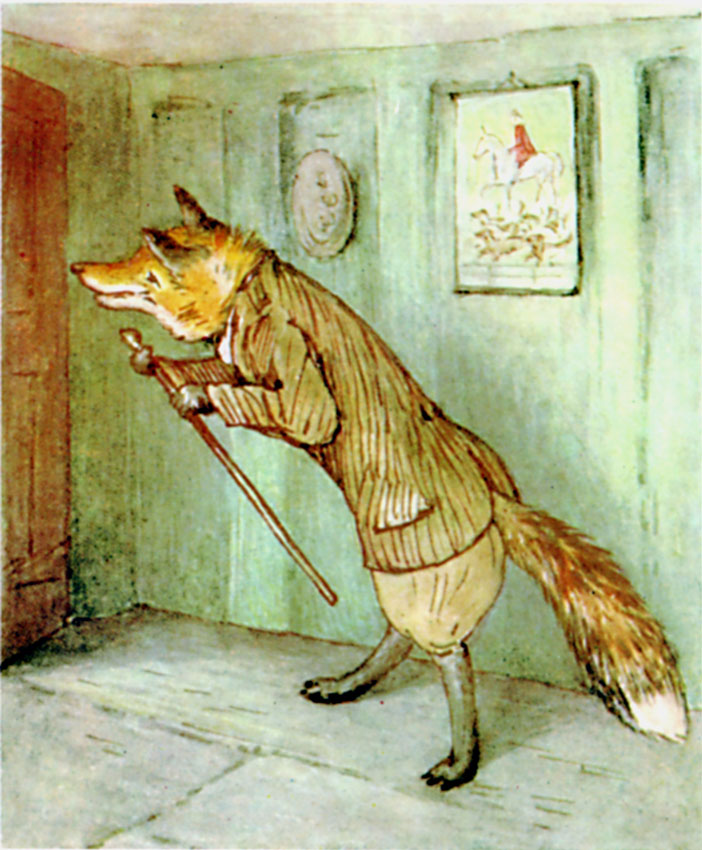
キツネどん

鼻つまみ者のキツネどんは幾つかの家を持ち、その家を渡り歩いては辺りに住む動物たちを震え上がらせていた。キツネどんが出て行った後の空き家にはアナグマのトミーが勝手に入り込む事もあった。

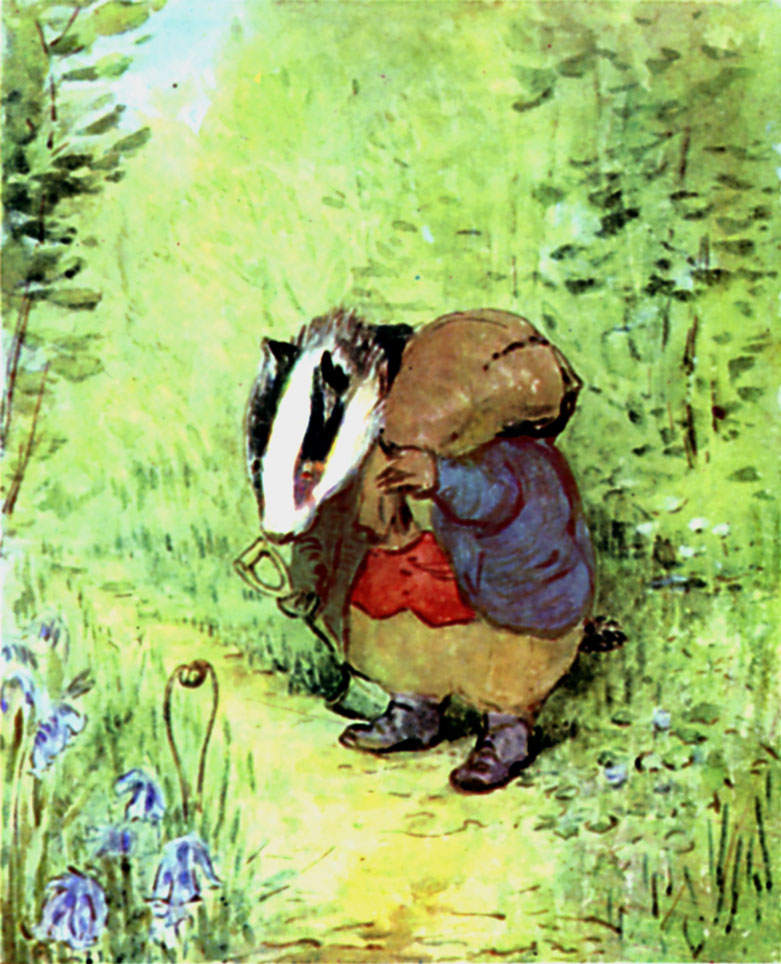
アナグマのトミー

トミーは他に食べるものが無いため子うさぎのパイを食べようとして、年寄りうさぎのバウンサーの所へ行く。そして本人の目を盗んで、孫の7匹の子うさぎをさらって行く。
家に帰ってきてこれを知った息子のベンジャミンはトミーの足跡を頼りに後を追う。その途中いとこのピーターと出会い同行し、動揺するベンジャミンと対照的に冷静なピーターの二人は夕方になってキツネどんの家に辿り着く。
台所の窓から中を覗くと、空の皿やテーブルなど食事の用意が整えてあり、中には誰もいなかった。そこで寝室の窓から中を覗くと、キツネどんのベッドで誰かがいびきをかいて寝ているのが見えた。月明かりが台所に差し込み、ピーターたちはパン焼き窯の扉が窓の音に反応して動くのを見つけ、子うさぎは窯の中にいることを知る。家の窓も扉も鍵が掛かっていたため、二人は穴を掘って家の中に入る事にする。
夜が明けてだいぶ穴が深くなったところで二人はキツネどんがやってくるのを見つけ、とっさに穴の中に隠れる。キツネどんはひどく怒り、大嫌いなトミーの足跡を見つけて更に怒りを募らせる。鍵を使って家の中に入ったキツネどんはトミーが自分のベッドで寝ているのを見つける。キツネどんはしばらく考えた末にベッドの上に水を入れたバケツを綱でぶら下げ、家の外からトミーに水をかけようとする。その用意をするのにキツネどんが悪戦苦闘している間、トミーは片方の目を開けたり閉じたりしていたが、相変わらずいびきをかき続けていた。
トミーはキツネどんの計画が終わって家の外に出たのを見計らい、すぐにガウンで身代わりを作り、毛布に包んでバケツの下に置く。うさぎの料理は時間がかかるため後回しにして台所でお湯を沸かし始め、キツネどんが綱を噛み切ってバケツが落下してもトミーの声が聞こえず、ベッドの中の物も全く動かないのでキツネどんはトミーが死んだと確信して大喜びする。
そしてこの後の予定をいろいろ考えながら台所に入ると、当たり前のようにトミーが茶を淹れており、キツネどんを見るなりすぐにその茶をかける。そこでキツネどんとトミーの取っ組み合いが始まり、台所は大変な騒ぎとなる。憎まれ者二人が外に出てまだ喧嘩を続けている間に、ピーターとベンジャミンは子うさぎたちを救出する。
一方ベンジャミンの家ではバウンサーとベンジャミンの妻・フロプシーとの間に気まずい空気が流れていた。そこにピーターとベンジャミンが子供たちを連れて帰って来る。子供たちは疲れていたが、乳をもらい寝かされてすぐに元気になり、皆で食事をしながらピーターとベンジャミンの救出劇を聞いたが、キツネどんとトミーが最後どうなったかまでは誰も見届けていなかった。

## 書籍
- キツネどんのおはなし 福音館書店 新装版（2002年9月21日）ISBN 978-4834018677